# Spitalul de urgență (serial)
Spitalul de urgență este un serial TV dramatic medical creat de romancierul și medicul Michael Crichton. A fost transmis în premieră pe NBC de la 19 septembrie 1994 până la 2 aprilie 2009, cu un total de 331 episoade de-a lungul a 15 sezoane. A fost produs de Constant c Productions și Amblin Television, în parteneriat cu Warner Bros. Television. 